# Вейт Грабер
Ґрабер Вейт (нім. Veit Graber, a також Vitus Graber, * 2 липня 1844, с. Вер
(федеральна земля Тіроль), Австрійська імперія — 3 березня 1892, м. Рим, Італія) — австрійський піонер фізіології, ембріології, анатомії та поведінки комах, доктор філософії, ректор Чернівецького університету. Він проводив експерименти, щоб продемонструвати чуття та сприйняття комах, а також досліджував структури, які відповідальні за них. Він був першим, хто визначив те, що він назвав хордотональними органами. 

## Біографія
Грабер народився у Вері в родині коваля Джозефа Метью та Барбари, вродженої Пош. Початкову освіту здобув у гімназії м. Інсбрук, а 1864 року вступив до місцевого університету Леопольда-Франценса. Стипендія дозволила йому вивчати зоологію під керівництвом Каміла Хеллера.

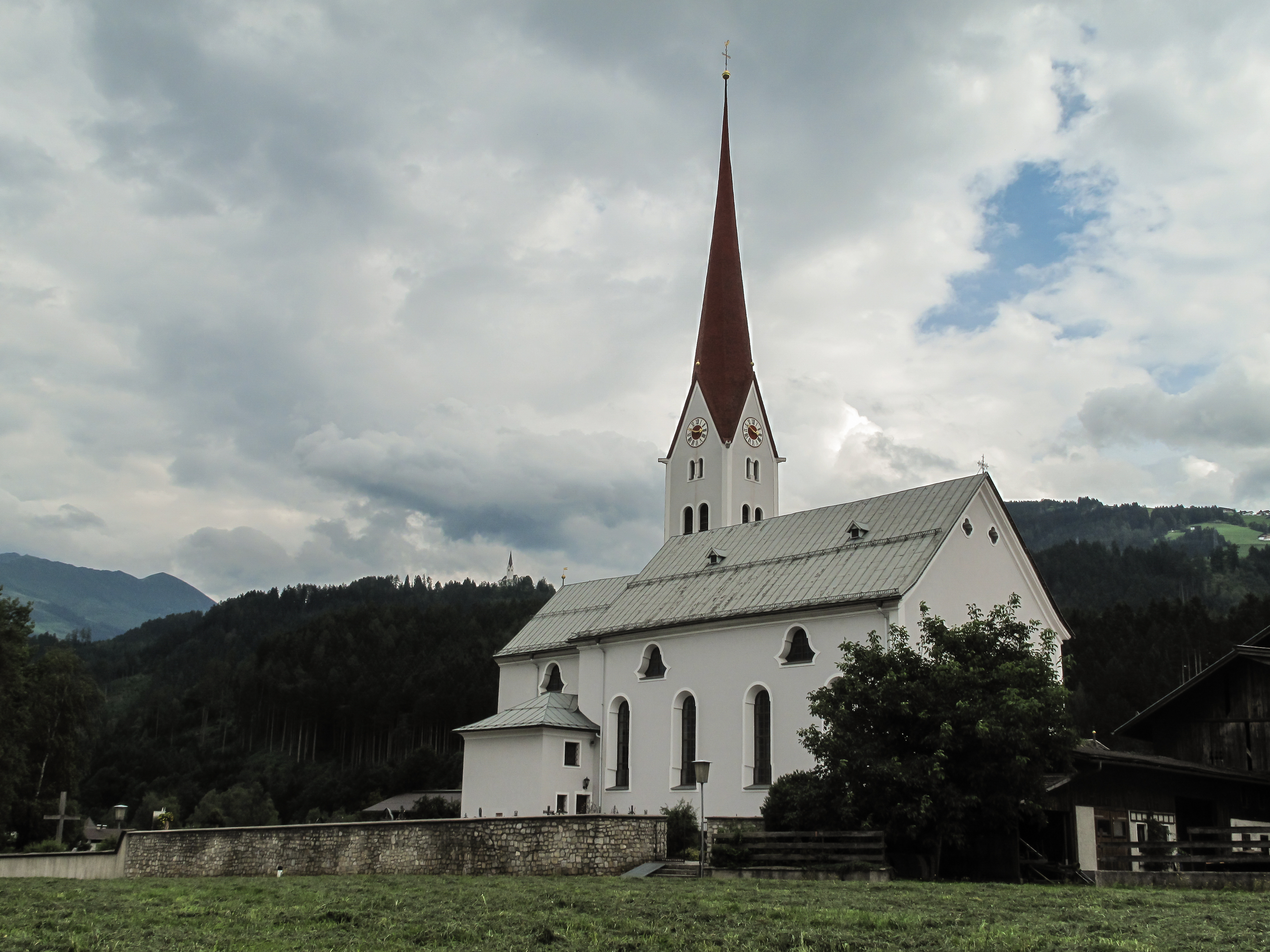
Куточок села, де народився В. Ґрабер

У 1867 році Ґрабер Вейт отримав свідоцтво, яке давало йому можливість викладати у вищій гімназії, а наступного року в Інсбруку захистив докторську дисертацію з філософії.
Пройшовши випробувальний термін у міській середній школі міста Відень, у 1868 році він отримав ступінь доктора наук та місце викладача природничих наук у Віденській вищій гімназії. Він також навчався гістології під керівництвом Олександра Роллетта.
У цьому ж році, Грабер одружився з Кетрін, донькою Карла Пріля, виробника скриньок для ювелірних виробів, і вони мали дочку Марію (яка вийшла заміж за Теодора Гартнера) і сина Германа (1873—1939), який став геологом і вчителем.
Через рік Ґрабер переїхав до міста Ґрац, де викладав у другій державній гімназії. У 1871 році габілітував — набув другого (вищого) наукового ступеня (габілітованого доктора) та написав дисертацію про прямокрилих Тіролю. Також Грабер провів експерименти, щоб продемонструвати, що таргани уникають світла і шукають темряви. Він також вивчав уподобання до кольорів у різних комах. У своїй книзі Die Insekten (1877) він зробив багато сміливих тверджень, деякі з яких тепер відомі як невірні. Наприклад, він вважав, що бджолина матка літає у вулику.  Він дослідив зразки ряду комах і зазначив, що вони мають сенсорні структури, які потім отримали більш загальну назву хордотональних органів, які, на його думку, завжди були залучені до сприйняття звуку та інших коливань, хоча тепер відомо, що багато з них були хемосенсорною функцією. 
За цісарським рішенням у 1876 році став доцентом і вступив до Чернівецького університету, де він заснував зоологічний інститут.
На 1886-1887 навчальний рік був обраний ректором Чернівецького університету. Одним із його учнів був Антон Ріттер фон Яворовський.
М'язова і грушоподібна структура невідомої функції, виявлена в описаних ним гедзевих, тепер відома як орган Грабера.
Під час війни в 1866 році він служив в Інсбрукській снайперській роті на кордоні Ломбардії і отримав медаль за свою службу. 
У 1892 році Ґрабер, переїхав до Неаполя з метою попрацювати у галузі зоології, відпочити і зміцнити здоров'я, бо страждав від раку, опинився у Римі, де й помер 3 березня 1892 року у госпіталі німецького посольства. Був похований на Тевтонському цвинтарі.

## Основні наукові праці
- Graber, V. (1882). Die chordotonalen Sinnesorgane und das Gehör der Insecten. Archiv für mikroskopische Anatomie (нім.). 20: 506—640. doi:10.1007/BF02952659. S2CID 179178112.
- Graber, V. (1884). Grundlinien zur Erforschung des Helligskeits- und Farbensinnes des dieres. G. Freytag.
- «Зовнішні механічні інструменти хребетних тварин» (1886);
- «Die Insekten» (1877).
- F., C. L. (1888). Review of Grundlinien zur Erforschung des Helligkeits- und Farbensinnes der Tiere. The American Journal of Psychology. 1 (4): 713—716. doi:10.2307/1410910. ISSN 0002-9556. JSTOR 1410910.